# Antony Henry Head
Antony Henry Head, 1. vikont Head GCMG, CBE, MC, PC, britanski general in politik, * 19. december 1906, London, † 29. marec 1983.